# 윤성귀
윤성귀(尹成貴, 1983년 7월 29일 ~ )은 전 KBO 리그 현대 유니콘스의 투수이다.

## 출신학교
- 양정초등학교
- 부산개성중학교
- 경남고등학교

## 프로 시절
양정초를 거쳐 부산개성중 시절 좌완투수 이명우와 동기생으로 경남고 시절 좌완투수 임재청과 동기생이였다. 2002년 졸업하였다.
2002년 8차 6라운드의 현대 유니콘스에 입단하여 단 한번도 1군 경기에 출전하지 않았다.